# العلاقات البحرينية الكاميرونية
العلاقات البحرينية الكاميرونية هي العلاقات الثنائية التي تجمع بين البحرين والكاميرون.

## مقارنة بين البلدين
هذه مقارنة عامة ومرجعية للدولتين:
| وجه المقارنة                                              | البحرين       | الكاميرون                      |
| --------------------------------------------------------- | ------------- | ------------------------------ |
| المساحة (كم2)                                             | 765           | 475.44 ألف                     |
| عدد السكان (نسمة)                                         | 1.49 مليون    | 24.05 مليون                    |
| الكثافة السكانية (ن./كم²)                                 | 194.77 ألف    | 50.58                          |
| العاصمة                                                   | المنامة       | ياوندي                         |
| اللغة الرسمية                                             | اللغة العربية | لغة فرنسية، لغة إنجليزية       |
| العملة                                                    | دينار بحريني  | فرنك وسط أفريقي                |
| الناتج المحلي الإجمالي (بليون دولار)                      | 35.31 مليار   | 34.80 مليار                    |
| الناتج المحلي الإجمالي (تعادل القوة الشرائية) بليون دولار | 64.16 مليار   | 72.72 مليار                    |
| الناتج المحلي الإجمالي الاسمي للفرد دولار أمريكي          | 22.60 ألف     | 1.22 ألف                       |
| الناتج المحلي الإجمالي للفرد دولار أمريكي                 | 45.50 ألف     | 2.97 ألف                       |
| مؤشر التنمية البشرية                                      | 0.824         | 0.512                          |
| رمز المكالمات الدولي                                      | +973          | +237                           |
| رمز الإنترنت                                              | .bh           | .cm                            |
| المنطقة الزمنية                                           | ت ع م+03:00   | توقيت غرب أفريقيا، ت ع م+01:00 |

## منظمات دولية مشتركة
يشترك البلدان في عضوية مجموعة من المنظمات الدولية، منها:
| علم المنظمة | اسم المنظمة                               | تاريخ انضمام البحرين | تاريخ انضمام الكاميرون |
| ----------- | ----------------------------------------- | -------------------- | ---------------------- |
|             | يونسكو                                    | 18 يناير 1972        | 11 نوفمبر 1960         |
|             | وكالة ضمان الاستثمار متعدد الأطراف        | 12 أبريل 1988        | 7 أكتوبر 1988          |
|             | الأمم المتحدة                             | 21 سبتمبر 1971       | 20 سبتمبر 1960         |
|             | الفريق المعني برصد الأرض                  | ?                    | ?                      |
|             | الاتحاد البريدي العالمي                   | ?                    | ?                      |
|             | البنك الدولي للإنشاء والتعمير             | 15 سبتمبر 1972       | 10 يوليو 1963          |
|             | المنظمة الهيدروغرافية الدولية             | ?                    | ?                      |
|             | منظمة التعاون الإسلامي                    | ?                    | ?                      |
|             | منظمة حظر الأسلحة الكيميائية              | ?                    | ?                      |
|             | الاتحاد الدولي للاتصالات                  | 1975                 | 22 ديسمبر 1960         |
|             | مؤسسة التمويل الدولية                     | 22 سبتمبر 1995       | 1 أكتوبر 1974          |
|             | المركز الدولي لتسوية المنازعات الاستشارية | 15 مارس 1996         | 2 فبراير 1967          |
|             | منظمة التجارة العالمية                    | ?                    | ?                      |
|             | منظمة الشرطة الجنائية الدولية             | ?                    | ?                      |

## وصلات خارجية
- موقع وزارة الخارجية البحرينية
- موقع وزارة الخارجية الكاميرونية